# کفیل
کفیل کلمه ایست عربی در لغت به معنی ضامن و کسی که از دیگری کفالت کند، می‌باشد.
کفیل در اصطلاح حقوقی، شخصی است که حضور مرتب متهم را در مواقع احضار او در برابر مبلغ معینی وجه، تعهد و کفالت می‌نماید.
کفالت به عهده گرفتن کاری به جای کسی. عقدی است که به موجب آن شخص ثالثی که کفیل نامیده می‌شود حضور مورد نیاز متهم (مکفول) را نزد مقامات قضائی تا پایان رسیدگی و صدور و اجرای حکم در ازای مبلغ معینی (وجه الکفاله) تعهد می‌کند.